# Hypocrea
Die Einteilung der Lebewesen in Systematiken ist kontinuierlicher Gegenstand der Forschung. So existieren neben- und nacheinander verschiedene systematische Klassifikationen. 
Das hier behandelte Taxon ist durch neue Forschungen obsolet geworden oder ist aus anderen Gründen nicht Teil der in der deutschsprachigen Wikipedia dargestellten Systematik.

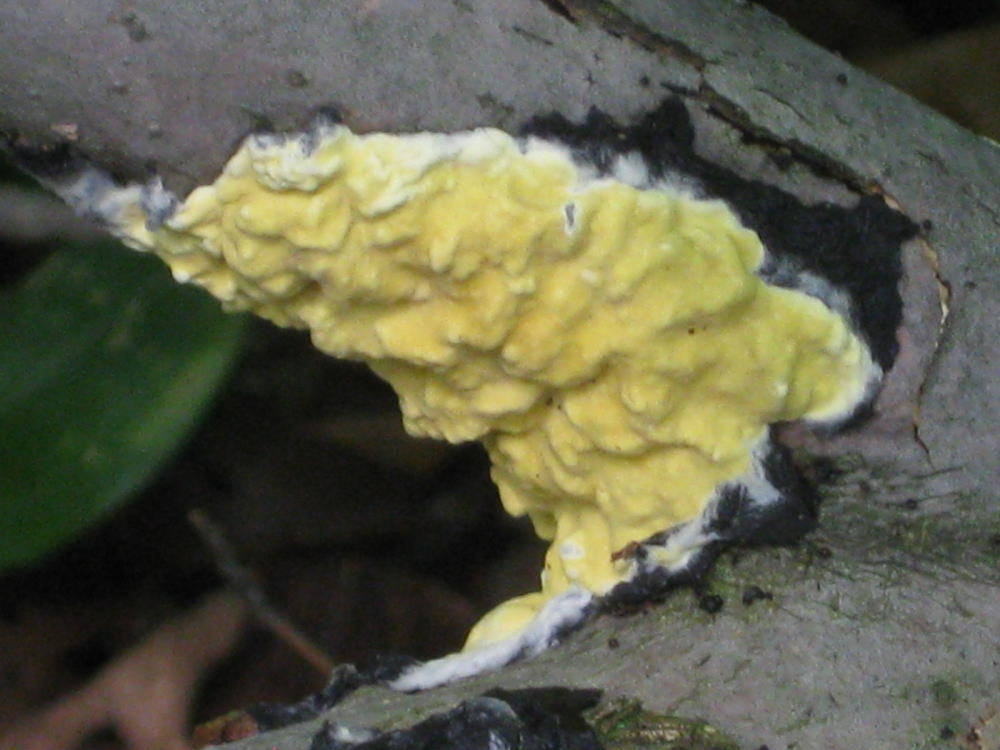
Hypocrea sulphurea

Hypocrea war eine Gattung von Pilzen aus der Familie der Krustenkugelpilzverwandten. Die weit verbreitete Gattung enthält schätzungsweise 171 Arten, die auf verrottendem Holz leben und oft mit anderen Pilzen vergesellschaftet sind. :332 Anamorphe Gattungen, die mit Hypocrea assoziiert sind, sind u. a. Acremonium, Gliocladium, Trichoderma und Verticillium.:142 Hypocrea wurde 1825 durch den Mykologen Elias Magnus Fries beschrieben. Aufgrund von Änderungen im Nomenklatur-Code wurde der Gattungsname Trichoderma als Nomen conservandum vorgeschlagen, der gegenüber der teleomorphen Gattung Hypocrea zu bewahren ist. Das bedeutet, dass alle Arten, die sowohl einen Hypocrea- als auch einen Trichoderma-Namen haben, offiziell unter ihren Trichoderma-Namen geführt werden, und dass jede Art, die ausschließlich als Hypocrea beschrieben wurde, in die Gattung Trichoderma transferiert wurde.

## Taxonomie
Die Typus-Art ist Hypocrea rufa (Pers.) Fr. (1849).

### Synonyme
Folgende Synonyme sind bekannt:
- Creopus Link (1833)
- Debarya Schulzer (1866)

### Arten
- Hypocrea americana
- Hypocrea andinensis
- Hypocrea argillacea
- Hypocrea atrogelatinosa
- Hypocrea atroviridis
- Hypocrea aurantia
- Hypocrea aurantiaca
- Hypocrea aureoviridis
- Hypocrea austrokoningii
- Hypocrea carnea
- Hypocrea ceramica
- Hypocrea cerebriformis
- Hypocrea citrina
- Hypocrea colensoi
- Hypocrea coprosmae
- Hypocrea cornea
- Hypocrea corticioides
- Hypocrea crassa
- Hypocrea cremea
- Hypocrea cupularis
- Hypocrea dichromospora
- Hypocrea dorotheae
- Hypocrea egmontensis
- Hypocrea eucorticioides
- Hypocrea gelatinosa
- Hypocrea hunua
- Hypocrea jecorina
- Hypocrea koningii
- Hypocrea lactea
- Hypocrea lacuwombatensis
- Hypocrea lenta
- Hypocrea lixii
- Hypocrea lutea
- Hypocrea macrospora
- Hypocrea manuka
- Hypocrea minutispora
- Hypocrea muroiana
- Hypocrea nebulosa
- Hypocrea neorufa
- Hypocrea nigricans
- Hypocrea novae-zelandiae
- Hypocrea orientalis
- Hypocrea pachybasioides
- Hypocrea pallida
- Hypocrea parapilulifera
- Hypocrea patella
- Hypocrea pezizoides
- Hypocrea phyllostachydis
- Hypocrea pilulifera
- Hypocrea placentula
- Hypocrea poronioidea
- Hypocrea protopulvinata
- Hypocrea pseudokoningii
- Hypocrea psychrophila
- Hypocrea pulvinata
- Hypocrea rufa
- Hypocrea saccharina
- Hypocrea schweinitzii
- Hypocrea semiorbis
- Hypocrea spinulosa
- Hypocrea splendens
- Hypocrea stellata
- Hypocrea stilbohypoxyli
- Hypocrea strictipilosa
- Hypocrea strobilina
- Hypocrea subalpina
- Hypocrea sublibera
- Hypocrea subsplendens
- Hypocrea sulfurella
- Hypocrea sulphurea
- Hypocrea tawa
- Hypocrea toro
- Hypocrea tremelloides
- Hypocrea vinosa
- Hypocrea virens
- Hypocrea viridescens